# Amt Großer Plöner See
Das Amt Großer Plöner See ist ein kreisübergreifendes Amt in Schleswig-Holstein. Neben neun Gemeinden aus dem Kreis Plön gehört dem Amt auch die Gemeinde Bosau aus dem Kreis Ostholstein an. Amtssitz ist Plön und auch die kommunalrechtliche Aufsicht über das Amt erfolgt durch den Kreis Plön.

## Amtsangehörige Gemeinden mit ihren Ortsteilen
1. Bosau mit den OT Kleinneudorf, Löja, Bichel, Wöbs, Hutzfeld (Sitz der Gemeindeverwaltung), Brackrade, Thürk, Hassendorf, Quisdorf, Majenfelde, Liensfeld, Kiekbusch, Braak und Klenzau
2. Dersau mit den OT Hofkamp und Spannhornswiese
3. Dörnick mit den OT Karpe und Hohelieth
4. Grebin mit den OT Behl, Breitenstein, Görnitz, Schierensee, Treufeld und Schönweide
5. Kalübbe mit den OT Hirsenkoppel, Diekhof, Großlangenkamp, Höfen, Kalübberholz, und Vorteich
6. Lebrade mit den OT Lebrader Mühle, Kossau und Rixdorf
7. Nehmten mit den OT Bredenbek, Godau, Sande, Kühland, Pehmen, Pehmerfelde, Vogelsang, Stadtbek, Hof Nehmten und Sepel
8. Rantzau mit den OT Dorf Rantzau, Gut Rantzau, Rantzauer Papiermühle, Söhren, Hohenhof und Sasel
9. Rathjensdorf mit den OT Tramm, Neutramm und Theresienhof
10. Wittmoldt mit den OT Siedlung Wittmoldt, Eichhorst und Güsdorf

## Geschichte
Das Amt wurde zum 1. Januar 2007 aus den Gemeinden des bisherigen Amtes Plön-Land und der bis dahin amtsfreien Gemeinde Bosau gebildet und umfasste ursprünglich auch die Gemeinden Ascheberg (Holstein) und Bösdorf. 
Am 1. Januar 2014 sind Ascheberg (Holstein) und Bösdorf aus dem Amt ausgegliedert worden und werden seitdem von der Stadt Plön verwaltet.

## Wappen
Blasonierung: „Von Blau und Gold im Wellenschnitt erhöht geteilt. Oben ein silberner Süßwasserfisch (Märane), unten zehn 4 : 3 : 2 : 1 gestellte grüne Eichenblätter.“